# Autostrada A5 (Cypr)
A5 – autostrada na Cyprze. Zaczyna się ona na węźle z autostrady A1 z Limassol obok Kofinou, a kończy się rondem w nadmorskim mieście Larnaka.